# Our Cancer Year
Our Cancer Year es una novela gráfica escrita por Harvey Pekar y Joyce Brabner e ilustrada por Frank Stack. 
Fue publicada 1994 por la agencia de Nueva York Four Walls Eight Windows. Our Cancer Year relata la lucha de Havey por sobreponerse a un cancer, sirve también de descripción de los diversos eventos ocurridos en dicho años. La novela ganó el Harvey Award de 1995 a la mejor novela gráfica original.
- Datos: Q7110580